# Měšetice
Měšetice (v místním nářečí Měštice) jsou vesnice, část města Sedlec-Prčice v okrese Příbram ve Středočeském kraji. Nachází se asi dva kilometry severozápadně od Sedlce-Prčic. Prochází zde silnice II/120. V roce 2011 zde trvale žilo 123 obyvatel.
Měšetice jsou také název katastrálního území o rozloze 4,26 km². V katastrálním území Měšetice leží i Lidkovice.

## Historie
První písemná zmínka o vesnici pochází z roku 1350, kdy se připomíná vladyka Ješek z Měšetic, který snad sídlil na zdejší tvrzi, po níž se dochovalo okrouhlé tvrziště u zemědělského dvora. Druhé panské sídlo stávalo u usedlosti čp. 1. Později části vesnice patřily různým vladyckým rodům (mj. Voračičtí z Paběnic). Místní sbor dobrovolných hasičů byl založen poměrně brzy a v roce 1888 zakoupil hasičskou stříkačku.

## Obyvatelstvo
| Rok            | 1869 | 1880 | 1890 | 1900 | 1910 | 1921 | 1930 | 1950 | 1961 | 1970 | 1980 | 1991 | 2001 | 2011 | 2021 |
| -------------- | ---- | ---- | ---- | ---- | ---- | ---- | ---- | ---- | ---- | ---- | ---- | ---- | ---- | ---- | ---- |
| Počet obyvatel | 319  | 335  | 303  | 276  | 275  | 265  | 233  | 186  | 178  | 147  | 143  | 114  | 99   | 123  | 125  |
| Počet domů     | 47   | 47   | 47   | 47   | 45   | 41   | 43   | 47   | 47   | 42   | 36   | 44   | 44   | 47   | 48   |

## Obecní správa
Při sčítání lidu v letech 1850–1960 Měšetice byly samostatnou obcí, se kterým patřil nejprve do okresu Sedlčany, ale od roku 1960 v okrese Benešov. Od 12. června 1960 do 31. prosince 1979 byly částí obce Kvasejovice v okrese Benešov. Od 1. ledna 1980 jsou částí města Sedlec-Prčice v okrese Benešov. Od 1. ledna 2007 vesnice přešla spolu s městem Sedlec-Prčice z okresu Benešov do okresu Příbram.

## Pamětihodnosti
- Ve vesnici se stojí památkově chráněná kaple svatého Petra a Pavla. Kaple čtverhranného půdorysu byla postavena v roce 1841.
- Na kapli jsou umístěné celkem tři pamětní desky. První je věnovaná padlým spoluobčanům v první světové válce. Na desce je uveden nápis: „PADLÝM HRDINŮM VE SVĚTOVÉ VÁLCE. Dále je zde uvedeno patnáct jmen padlých občanů : BERAN ANT. HEŘMÁNEK ANT. MASOPUST KAREL. MODLÍK JAN. MODLÍK KAREL. MODLÍK FRANT. MODLÍK ANT. NĚMEČEK JOS. SMEJTEK FRANT. SCHWARTZ ARNOŠT. POHNÁN JAN. PUDIL JOS. STIBORA FRANT. VOBORA JOS. ŘEZÁČ JOS. Druhá pamětní deska je věnovaná rodáku z čp. 2 Karlu Stiborovi. Letec, rotmistr, se zúčastnil výcviku RAF v Anglii. Během druhé světové války v roce 1940 padl. Na desce je uveden nápis: „ČEST PAMÁTCE ROTMISTRA LETCE KARLA STIBORA z MĚŠETIC č. 2, KTERÝ V ROCE 1939 ODEŠEL DO ZAHRANIČÍ A TAM 30. 10. 1940 OBĚTOVAL SVŮJ ŽIVOT JAKO LETEC HRDINA ZA OSVOBOZENÍ SVÉ VLASTI A LEPŠÍ BUDOUCNOST NÁS VŠECH.“ Třetí pamětní deska je věnovaná Karlu Hynku Máchovi, který v době dospívání v Měšeticích často pobýval u svých příbuzných.
- Poblíž kaple se nalézá drobný, zdobný a udržovaný kříž na kamenném podstavci. Podstavec kříže je zdoben motivem. U paty kříže je umístěna socha světice. Nad sochou se nachází oválný štítek s nápisem: „Pochválen Buď Pán Ježíš Kristus. Pane Bože chraň nás ode všeho zlého. 197.v.45“
- Druhou kulturní památkou ve vesnici je tvrziště měšetické tvrze.

## Zajímavost
- Na území Měšetic se nachází družicové radiokomunikační středisko, jehož parabolické antény jsou zdálky viditelné.

## Galerie

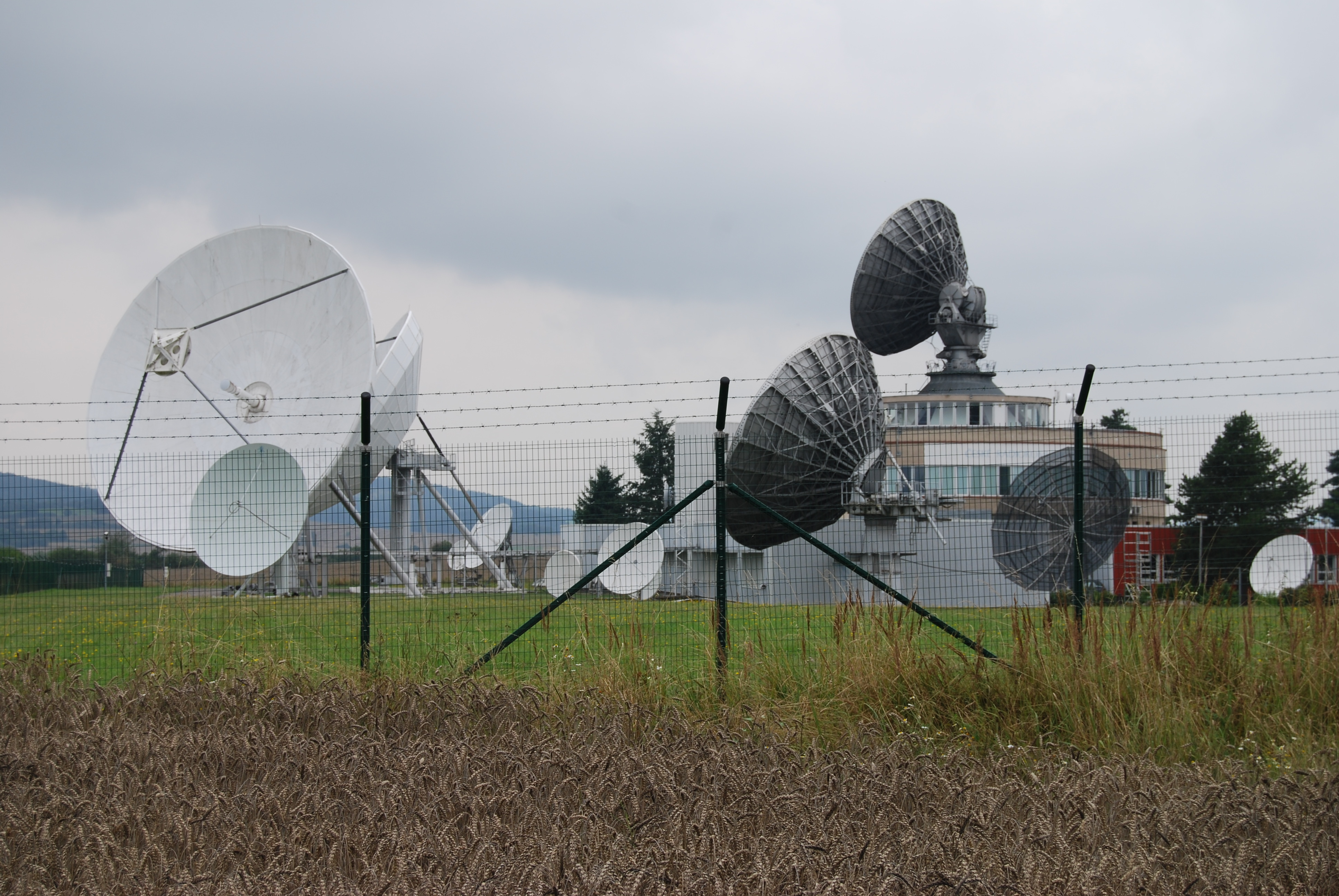
Družicové radiokomunikační středisko
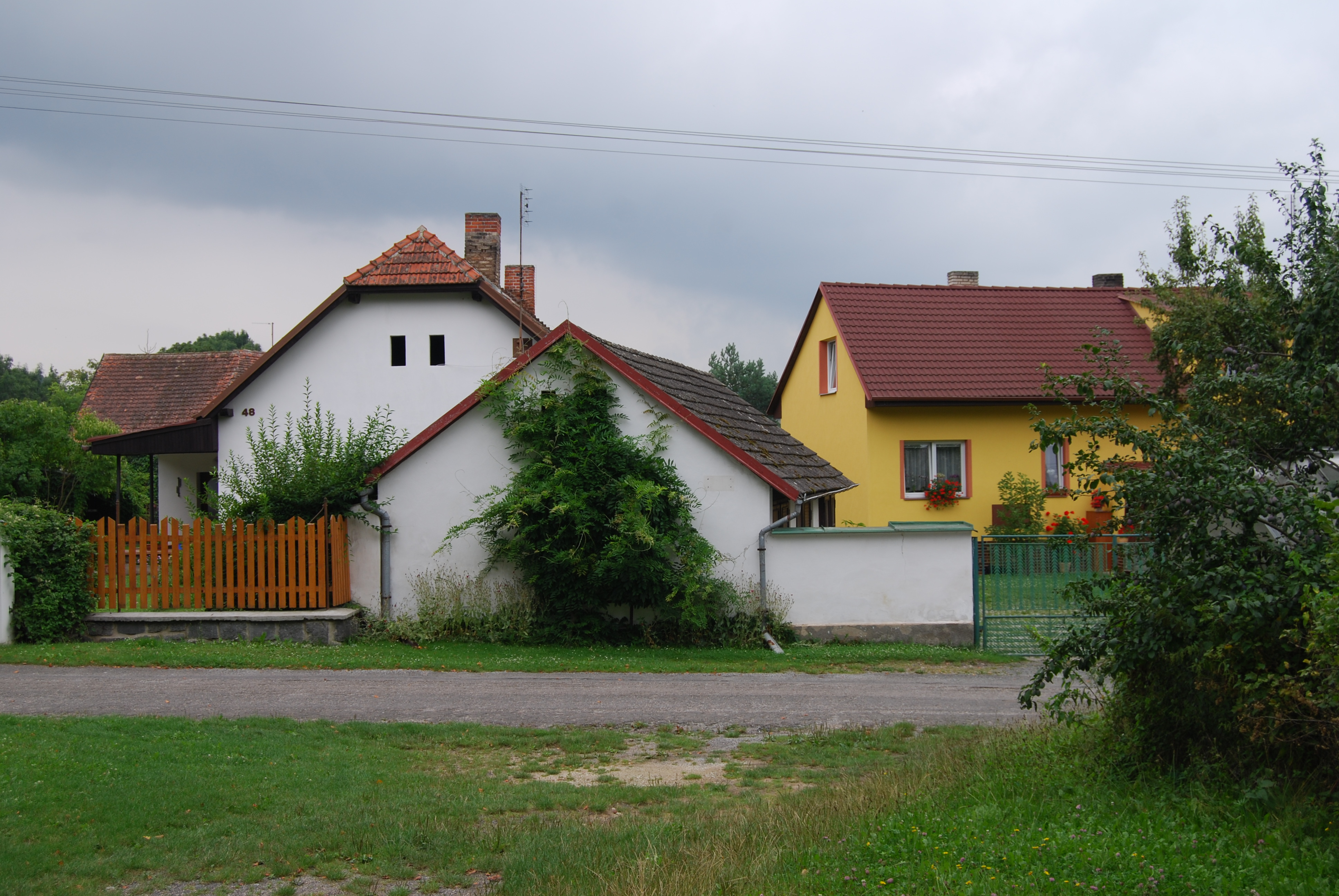
Domy ve vesnici
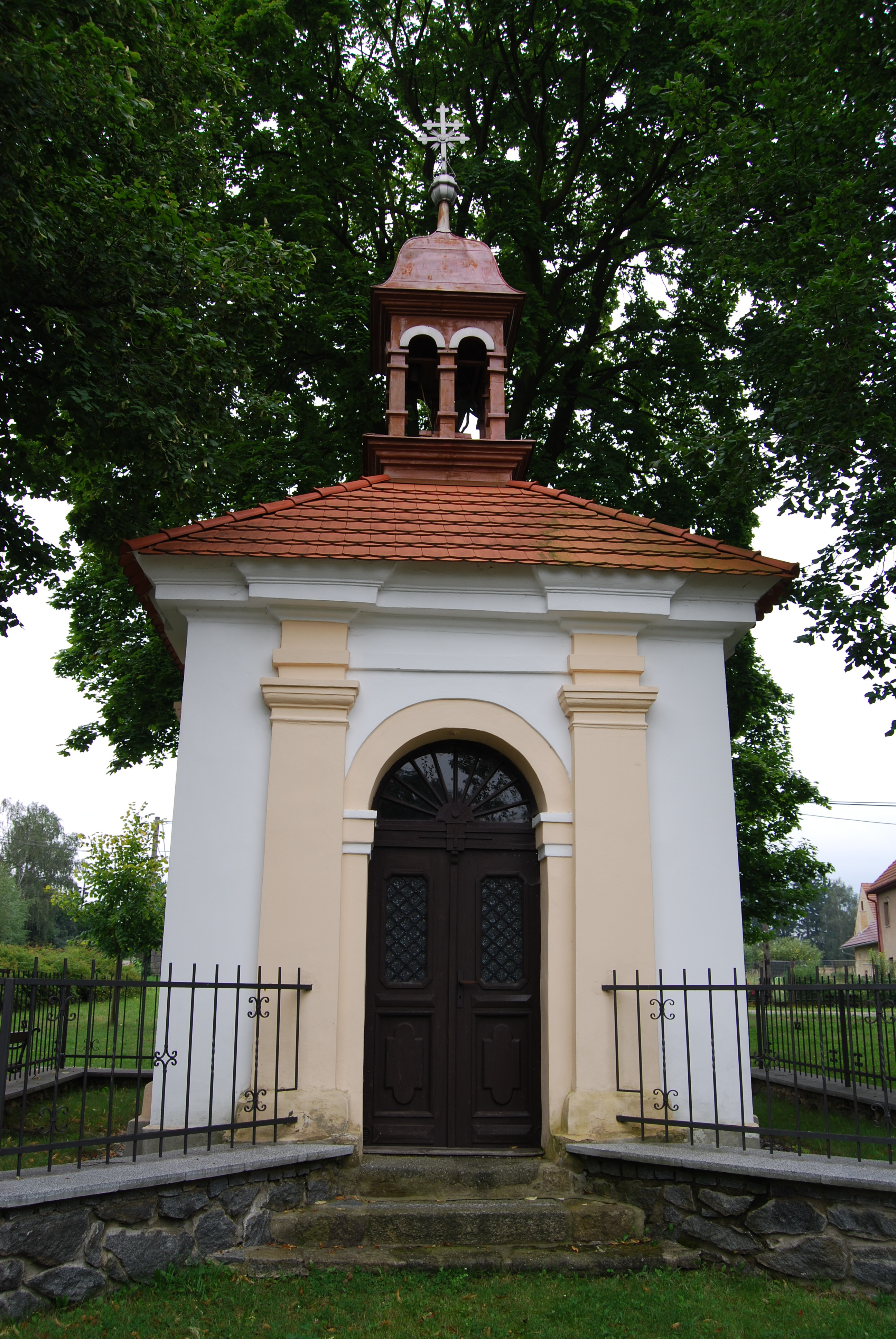
Kaple svatého Petra a Pavla
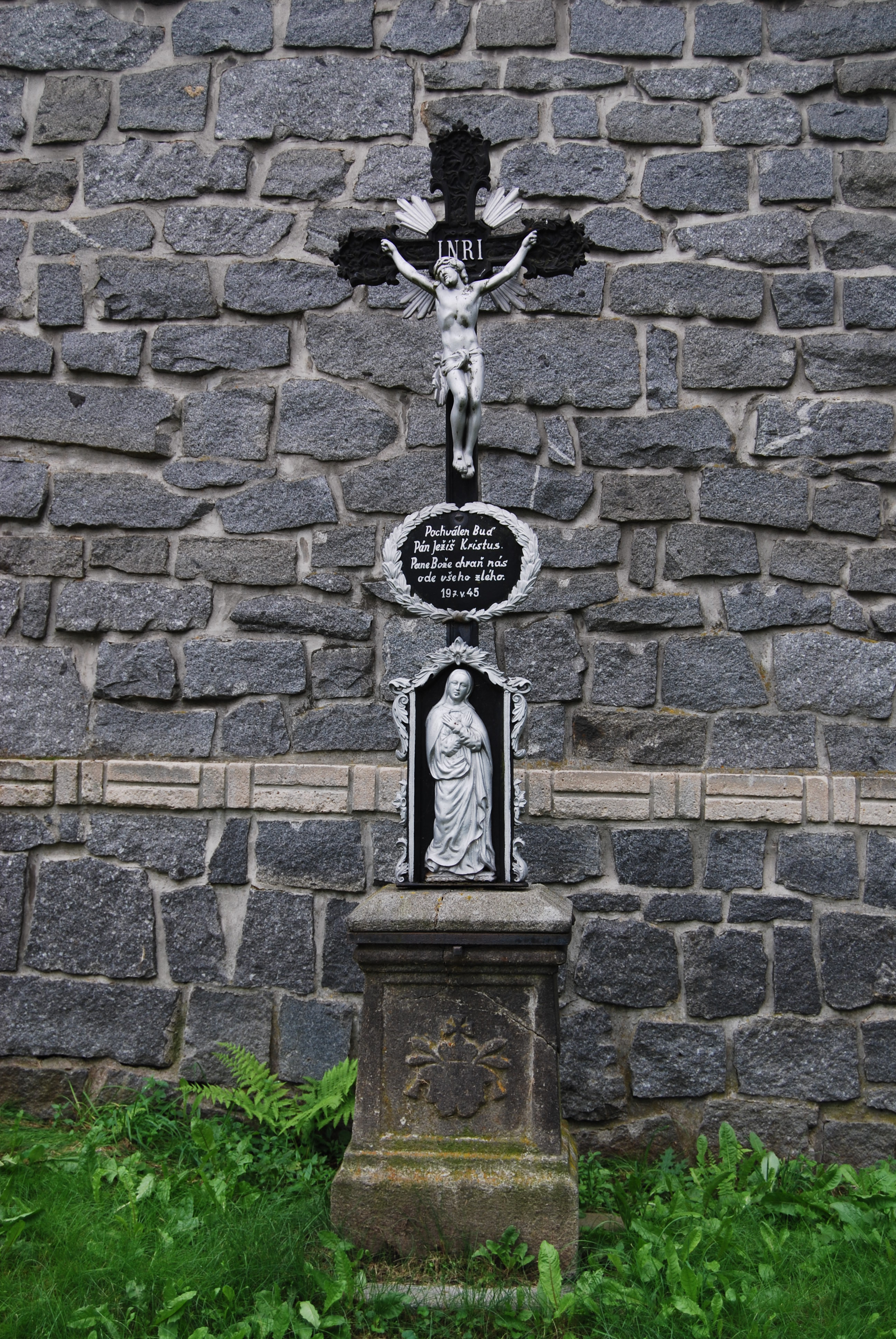
Kříž poblíž kaple